# Acalodegma

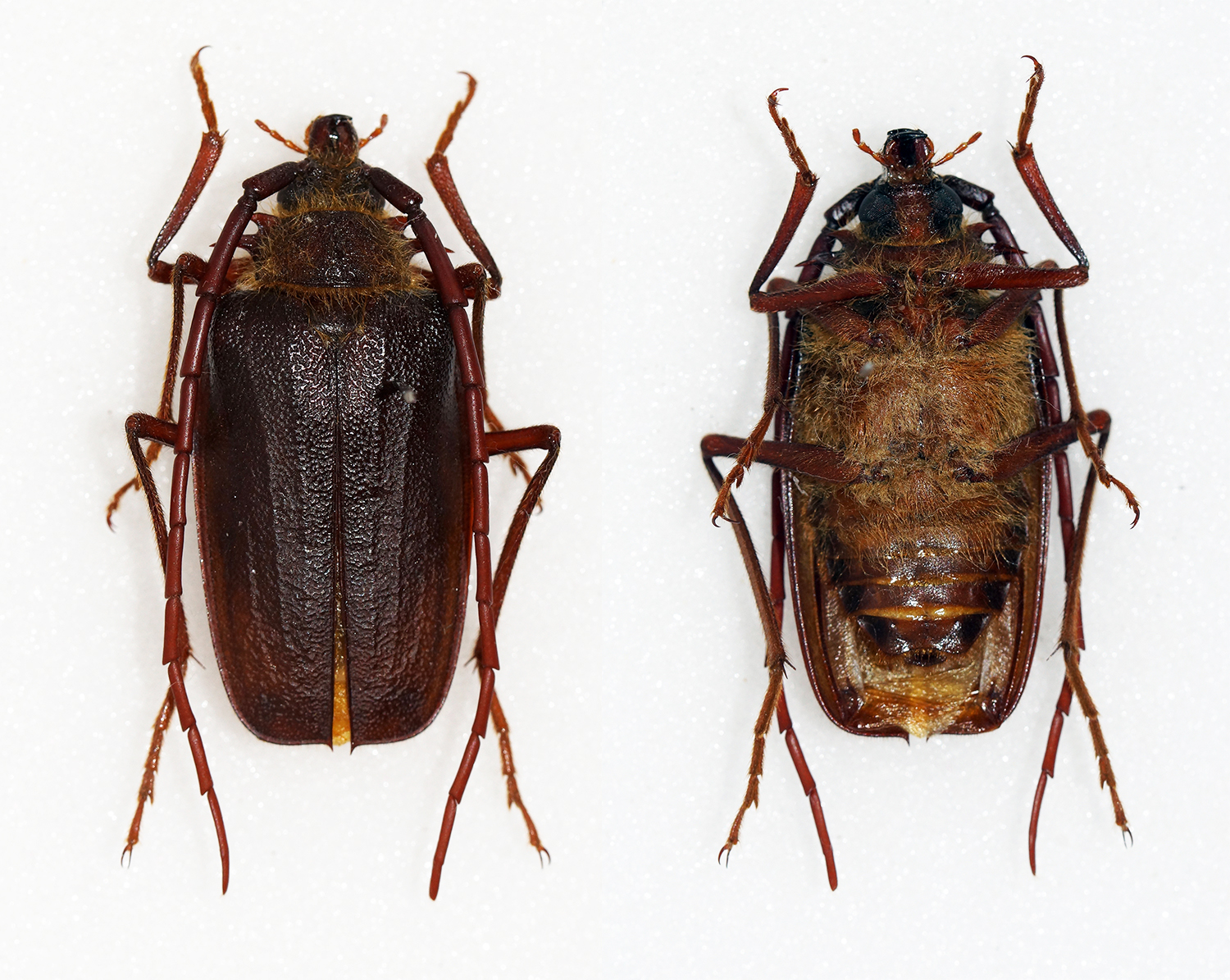
Blanchard,1851 Sex: Male Data: 25-12-14 - San Alfonso 2500m - Chile Size: 28mm

Acalodegma là một chi bọ cánh cứng trong họ Cerambycidae.

## Các loài
- Acalodegma servillei
- Acalodegma vidali